# Watt
Watt, W je hlavní jednotka výkonu v SI. Jednotka je pojmenována podle skotského inženýra Jamese Watta.
1 watt je výkon, při němž se vykoná práce 1 joulu za 1 sekundu. Jedná se o výkon potřebný například pro zvedání tělesa o tíze 1 newton (tj. tělesa o hmotnosti přibližně 101,97 gramů v normálním tíhovém poli ve vakuu) rovnoměrně svisle rychlostí 1 metr za sekundu.
Elektrický výkon 1 watt má stejnosměrný proud 1 ampéru při úbytku napětí 1 voltu (to jest, podle Ohmova zákona, na odporu 1 ohmu).

## Rozměr
{\displaystyle 1\ \mathrm {W} =1\ {\dfrac {\mathrm {J} }{\mathrm {s} }}=1\ {\dfrac {\mathrm {N\cdot m} }{\mathrm {s} }}=1\ {\dfrac {\mathrm {kg} \cdot \mathrm {m^{2}} }{\mathrm {s^{3}} }}.}

## Násobky
V praxi se velmi často používají násobky a díly této jednotky, např.:
- mW – miliwatt – 10−3 W = 0,001 W
- kW – kilowatt – 103 W = 1000 W
- MW – megawatt – 106 W = 1 000 000 W
- GW – gigawatt – 109 W = 1 000 000 000 W
- TW – terawatt – 1012 W = 1 000 000 000 000 W

## Indexování
V technické praxi se lze často setkat zejména s indexy „e“ či „t“, ve tvaru We a Wt, nebo také We a Wt. Toto dělení se používá u tepelných závodů (teplárny, elektrárny), kde má smysl rozdělovat celkový výkon na tepelný výkon (s indexem t) a elektrický výkon (s indexem e).
Symboly používané např. u elektráren, kde MWe je elektrický výkon generátoru a MWt je tepelný výkon nutný pro provoz generátorů. Tepelný výkon je obvykle přibližně třikrát větší než elektrický výkon.
U solární energetiky se lze setkat s indexem „p“ (např. 5 kWp – kilowatt-peak) k označení špičkového výkonu elektrárny.
Indexování jednotek není v souladu s pravidly SI, ve které platí, že podobnou informaci má nést název či značka veličiny – ta je totiž to, co je v daném případě odlišné; jednotka jako taková je stále stejná, velikostí je 1 We = 1 Wt.